# Renata Scotto
Renata Scotto (Savona, 1934. február 24. – Savona, 2023. augusztus 16.) olasz opera-énekesnő (szoprán) és operarendező.

## Élete
Milánóban tanult énekelni, előbb a bariton Emilio Ghirardininél, később Mercedes Llopartnál altként kezdett. Ő fedezte fel három év tanulás után hangjában a lírai szoprán fényt és később a drámai agilitást. Tizenkilenc éves korában debütált 1952-ben szülővárosa Gabriello Chiabrera Színházában, a Traviata Violettájával.
1953-ban ismét Savonában a Pillangókisasszonyt énekelte. Ugyanebben az évben ő volt a milánói Nuovóban Traviata, az Alfieriben Torinóban a Margherita da Cortonában Licinio Reficétől és debütált a La Scalában Walter szerepében a La Wallyben, 1953. december 7-én tizenötször tapsolták vissza.
Már 1957-ben ismert volt Olaszországban. Az év végén a La Scala Edinburghban Az alvajárót Maria Callasszal adta elő. A nagy siker miatt úgy döntöttek, hogy további előadásokat is vállalnak, de Callasnak más elkötelezettségei voltak, és nem tudott énekelni; így, kétnapos beugrással, 1957. szeptember 3-án Renata Scotto helyettesítette: hatalmas sikerrel, amelynek köszönhetően nemzetközi sztár lett. 1965-ben debütált a Pillangókisasszonnyal a New York-i Metropolitan Operában, ahol 1987-ig 319 előadása volt, és a Traviatával a londoni Királyi Operaházban.
1976-ban a 20. század első felújításában a cataniai Teatro Massimóban Vincenzo Bellini Zairáját énekelte, amelyről van felvétel is.
1977-ben Bohémélet Mimìjét alakította a Metropolitanben Luciano Pavarotti mellett, amelyen videófelvétel készült. A következő években több új szereppel bővült repertoárja: A rózsalovag (a Tábornagyné), Schönberg Erwartung, Parsifal (Kundryra), Elektra (Klytämnestra).
1986 óta operarendezéssel is foglalkozik: elsőként a Pillangókisasszonyt vitte szinre a Metben, amely később a Verona Arénában, a Miami Operában  és Genova színpadán is bemutatásra került. 1995-ben a New York City Operában rendezte a televízióban élőben forgatott La Traviatát, amely elnyerte a rangos Emmy-díjat a legjobb élő televíziós esemény kategóriában.
1997 óta a római Santa Cecilia Akadémia díszdoktora. Ugyanebben az évben megalapította az „Accademia Operistica Renata Scotto”-iskolát. 2011. február 27-én megkapta a Met Legendák-díjat.
1960-ban házasságot kötött Lorenzo Anselmivel, a Milánói Scala egykori első hegedűsével, akivel évek óta folyamatosan az Egyesült Államokban él.

## Repertoárja

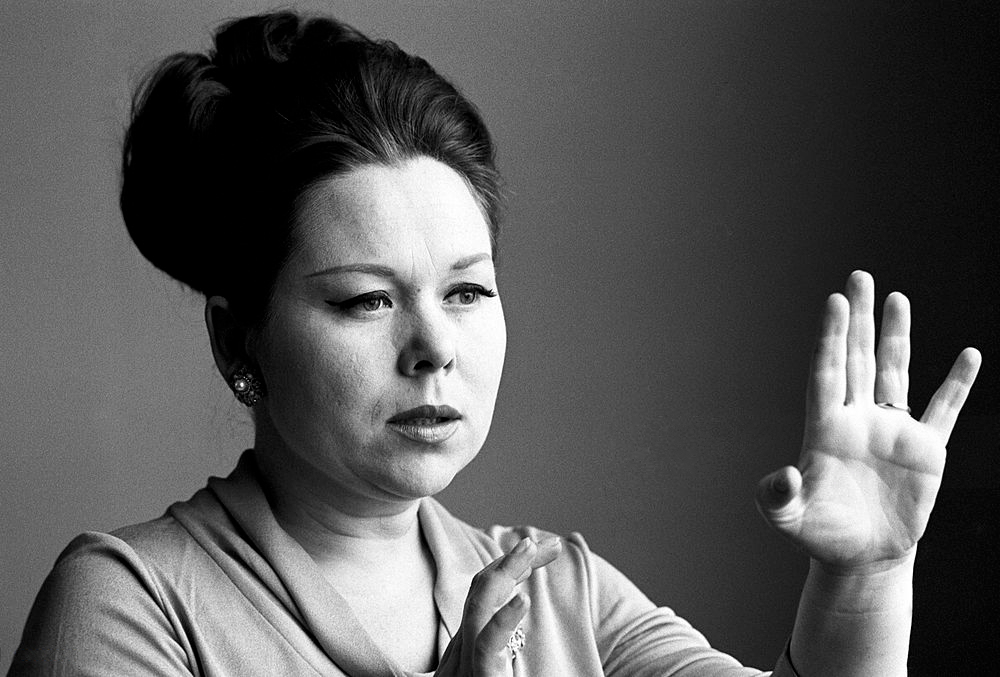
Milánóban 1967-ben

| szerep               | cím                     | szerző      |
| -------------------- | ----------------------- | ----------- |
| Alaide               | Az idegen nő            | Bellini     |
| Zaira                | Zaira                   | Bellini     |
| Giulietta Capuleti   | Rómeó és Júlia          | Bellini     |
| Amina                | Az alvajáró             | Bellini     |
| Norma                | Norma                   | Bellini     |
| Walter               | La Wally                | Catalani    |
| Glauce               | Medea                   | Cherubini   |
| Adriana              | Adriana Lecouvreur      | Cilea       |
| Adina                | Szerelmi bájital        | Donizetti   |
| Anna Bolena          | Boleyn Anna             | Donizetti   |
| Lucia Ashton         | Lammermoori Lucia       | Donizetti   |
| Maria di Rohan       | Rohani Mária            | Donizetti   |
| Norina               | Don Pasquale            | Donizetti   |
| Maddalena di Coigny  | Andrea Chénier          | Giordano    |
| Fedora               | Fedora                  | Giordano    |
| Antonida             | A cár élete             | Glinka      |
| Marguerite           | Faust                   | Gounod      |
| Baucis               | Philémon és Baucis      | Gounod      |
| Nedda                | Bajazzók                | Leoncavallo |
| Santuzza             | Parasztbecsület         | Mascagni    |
| Suzel                | Fritz barátunk          | Mascagni    |
| Charlotte            | Werther                 | Massenet    |
| Madame Flora         | A Médium                | Menotti     |
| Isabelle             | Ördög Róbert            | Meyerbeer   |
| Berthe               | A próféta               | Meyerbeer   |
| Vitellia             | Titus kegyelme          | Mozart      |
| Serpina              | Az úrhatnám szolgáló    | Pergolesi   |
| La Gioconda          | Gioconda                | Ponchielli  |
| A nő                 | Emberi hang             | Poulenc     |
| Anna                 | Lidércek                | Puccini     |
| Fidelia              | Edgar                   | Puccini     |
| Manon Lescaut        | Manon Lescaut           | Puccini     |
| Mimì Musette         | Bohémélet               | Puccini     |
| Floria Tosca         | Tosca                   | Puccini     |
| Cio-Cio-San          | Pillangókisasszony      | Puccini     |
| Giorgetta            | A köpeny                | Puccini     |
| Suor Angelica        | Angelica nővér          | Puccini     |
| Lauretta             | Gianni Schicchi         | Puccini     |
| Liù                  | Turandot                | Puccini     |
| Cecilia              | Cecilia                 | Refice      |
| Fanny                | A házassági kötelezvény | Rossini     |
| Rosina               | A sevillai borbély      | Rossini     |
| La donna             | Várakozás               | Schönberg   |
| Giulia               | A vesztaszűz            | Spontini    |
| Clitennestra         | Elektra                 | Strauss     |
| La Marescialla       | A rózsalovag            | Strauss     |
| Abigaille            | Nabucco                 | Verdi       |
| Giselda              | A lombardok             | Verdi       |
| Lady Macbeth         | Macbeth                 | Verdi       |
| Luisa Miller         | Luisa Miller            | Verdi       |
| Gilda                | Rigoletto               | Verdi       |
| Leonora              | A trubadúr              | Verdi       |
| Violetta Valéry      | Traviata                | Verdi       |
| Amelia               | Az álarcosbál           | Verdi       |
| Duchessa Elena       | A szicíliai vecsernye   | Verdi       |
| Elisabetta di Valois | Don Carlos              | Verdi       |
| Desdemona            | Otello                  | Verdi       |
| Mrs Alice Ford       | Falstaff                | Verdi       |
| Kundry               | Parsifal                | Wagner      |
| Francesca            | Francesca da Rimini     | Zandonai    |

## Diszkográfia

### Stúdiófelvételei
| év   | cím szerep                         | szereposztás                                                                       | karmester                   | kiadó               |
| ---- | ---------------------------------- | ---------------------------------------------------------------------------------- | --------------------------- | ------------------- |
| 1957 | Medea Glauce                       | Maria Callas, Mirto Picchi, Miriam Pirazzini, Giuseppe Modesti                     | Tullio Serafin              | EMI                 |
| 1959 | A házassági kötelezvény Fannì      | Nicola Monti, Renato Capecchi, Rolando Panerai, Mario Petri                        | Renato Fasano               | Ricordi             |
|      | Lammermoori Lucia Lucia Ashton     | Giuseppe Di Stefano, Ettore Bastianini, Ivo Vinco                                  | Nino Sanzogno               | Ricordi             |
|      | Úrhatnám szolgáló Serpina          | Sesto Bruscantini                                                                  | Renato Fasano               | Ricordi             |
| 1960 | Rigoletto Gilda                    | Ettore Bastianini, Alfredo Kraus, Fiorenza Cossotto                                | Gianandrea Gavazzeni        | Ricordi             |
| 1961 | Bohémélet Mimì                     | Gianni Poggi, Tito Gobbi, Giuseppe Modesti                                         | Antonino Votto              | Deutsche Grammophon |
| 1962 | Traviata Violetta Valéry           | Gianni Raimondi, Ettore Bastianini                                                 | Antonino Votto              | Deutsche Grammophon |
| 1964 | Rigoletto Gilda                    | Dietrich Fischer-Dieskau, Carlo Bergonzi, Ivo Vinco, Fiorenza Cossotto             | Rafael Kubelík              | Deutsche Grammophon |
| 1965 | Turandot Liù                       | Birgit Nilsson, Franco Corelli, Bonaldo Giaiotti                                   | Francesco Molinari Pradelli | EMI                 |
| 1966 | Pillangókisasszony Cso-Cso-Szán    | Carlo Bergonzi, Rolando Panerai, Anna di Stasio                                    | John Barbirolli             | EMI                 |
| 1976 | Andrea Chénier Maddalena di Coigny | Plácido Domingo, Sherrill Milnes, Maria Ewing, Enzo Dara                           | James Levine                | RCA                 |
|      | A próféta Berthe                   | James McCracken, Marilyn Horne, Jules Bastin, Jerome Hines                         | Henry Lewis                 | CBS                 |
|      | Angelica nővér Suor Angelica       | Marilyn Horne, Ileana Cotrubas                                                     | Lorin Maazel                | CBS                 |
| 1977 | Adriana Lecouvreur                 | Plácido Domingo, Sherrill Milnes, Jelena Vasziljevna Obrazcova                     | James Levine                | CBS                 |
|      | A köpeny Giorgetta                 | Plácido Domingo, Ingvar Wixell                                                     | Lorin Maazel                | CBS                 |
|      | Nabucco Abigaille                  | Matteo Manuguerra, Nikolaj Gjaurov, Veriano Luchetti, Jelena Vasziljevna Obrazcova | Riccardo Muti               | EMI                 |
|      | Pillangókisasszony Cso-Cso-Szán    | Placido Domingo, Sherrill Milnes, Gillian Knight, Florindo Andreolli               | Lorin Maazel                | CBS                 |
| 1978 | Parasztbecsület Santuzza           | Placido Domingo, Pablo Elvira, Isola Jones                                         | James Levine                | RCA                 |
|      | Otello Desdemona                   | Plácido Domingo, Sherrill Milnes, Paul Plishka, Jean Kraft                         | James Levine                | RCA                 |
| 1979 | Bohémélet Mimì                     | Alfredo Kraus, Matteo Manuguerra, Sherrill Milnes, Carol Neblett, Paul Plishka     | James Levine                | EMI                 |
|      | Norma                              | Tatiana Troyanos, Giuseppe Giacomini, Paul Plishka, Ann Murray                     | James Levine                | Sony                |
|      | Bajazzók Nedda                     | José Carreras, Kari Nurmela, Ugo Benelli, Thomas Allen                             | Riccardo Muti               | EMI                 |
|      | Lidércek Anna                      | Plácido Domingo, Leo Nucci, Tito Gobbi                                             | Lorin Maazel                | CBS                 |
| 1980 | Tosca Floria Tosca                 | Placido Domingo, Renato Bruson, Renato Capecchi                                    | James Levine                | EMI                 |
|      | Traviata Violetta Valéry           | Alfredo Kraus, Renato Bruson, Sarah Walker                                         | Riccardo Muti               | EMI                 |
| 1981 | Susanne titka Susanne              | Renato Bruson                                                                      | John Pritchard              | CBS                 |

### Élő felvételek
- Bellini; Rómeó és Júlia. Claudio Abbado, 1968
- Bellini, Az alvajáró. Cillario, 1972, Covent Garden
- Bellini, Az alvajáró, Santi, La Fenice 1961
- Bellini, Az idegen nő, Gracis.
- Bellini, Norma, Muti, Firenze 1981
- Vincenzo Bellini: Zaira. Giorgio Casellato-Lamberti, Luigi Roni stb. (ének), Cataniai Teatro Massimo Bellini Ének- és Zenekara, vezényel: Danilo Belardinelli (Catania, Teatro Massimo Bellini, 1976. március 30.) Myto MDCD0013
- Bizet, Carmen (Micaela), Molinari-Pradelli
- Cilea; Adriana Lecouvreur; Gavazzeni
- Donizetti, Don Pasquale, Franci
- Gaetano Donizetti: Szerelmi bájital. Carlo Bergonzi, Giuseppe Taddei, Carlo Cava stb. (ének), Firenzei Maggio Musicale Ének- és Zenekara, vezényel: Gianandrea Gavazzeni (Firenze, 1967) Living Stage LS4035129
- Donizetti. Lamermoori Lucia, Gavazzeni
- Donizetti. Lamermoori Lucia, Rigacci
- Donizetti, Rohani Mária, Gavazzeni
- Donizetti, Boleyn Anna, Dallas, Rudel, 1980
- Gounod, Philemon és Baucis, Sanzogno
- Charles Gounod: Faust. Eugenio Fernandi, Nicola Rossi-Lemeni, Gian Giacomo Guelfi stb. (ének), a Rai Torinói Ének- és Zenekara, vezényel: Armando La Rosa Parodi (Torino, 1959. július 6.) Myto MCD00246 (olaszul)
- Giacomo Meyerbeer: Ördög Róbert. Giorgio Merighi, Boris Christoff, Stefania Malagù stb. (ének), Firenzei Maggio Musicale Ének- és Zenekara, vezényel: Nino Sanzogno (Firenze, 1968. május 7.) Myto MDCD0006
- Ponchielli, Gioconda, Bartoletti
- Puccini; Pillangókisasszony, Adler, San Francisco 1965
- Puccini, Pillangókisasszony, Basile
- Licinio Refice: Szent Cecília. Harry Theyard, George Fouré (ének), vezényel: Angelo Campori VAI VAIA1042 (rövidített felvétel)
- Respighi; A naplemente, Fulton, Tokyo vonósnégyes
- Rossini, A sevillai borbély, szépség
- Spontini, A vesztaszűz, Picchi
- Verdi, Lombardi, Gavazzeni
- Verdi, Szicíliai vecsernye, Gavazzeni
- Verdi, Szicíliai vecsernye, Muti
- Verdi, Traviata, Cillario
- Verdi, Requiem, Abbado, Róma, 1977
- Verdi, Rigoletto, Giulini
- Verdi, Otello, Muti, Firenze, 1980

## Portrélemezek
- Giuseppe Verdi összes dala. Paolo Washington (basszus), Vincenzo Scalera (zongora) Nuova Era 231725
- Renata Scotto legjobbja; Arias y escenas; EMI
- Olasz Operaáriák; Gavazzeni; SONY 1976
- Aria & Song, Mascagni-Liszt-Scarlatti-Rossini, Ivan Davis
- Verdi-áriák. Magyar Rádió Szimfonikus Zenekara, vezényel: Thomas Fulton Hungaroton HCD12624
- A francia album. Magyar Rádió Szimfonikus Zenekara, vezényel: Charles Rosekrans Hungaroton HCD31037
- A francia album 2. Magyar Rádió Szimfonikus Zenekara, vezényel: Charles Rosekrans Hungaroton HCD31116
- Haydn–Donizetti–Faure–Puccini preambulumbekezdés, Arnaltes
- Karácsony Renata Scottóval a Szt. Patrik-katedrálisban. A New York-i Szent Patrik-székesegyház Ének- és Zenekara, vezényel: Lorenzo Anselmi VAI VAIA1013

## DVD
- Donizetti. Szerelmi bájital. Gavazzeni. Firenze, 1967
- Donizetti. Lamermoori Lucia. Bartoletti, Tokió, 1967
- Gounod. Faust. Ethuin, Tokió, 1973
- Puccini; Bohémélet; Levine (Mimi), Met, 1977
- Puccini. Bohémélet; Levine (Musetta), Met, 1982
- Puccini. Manon Lescaut; Levine; Met, 1983
- Verdi. Traviata; Verchi, Tokió, 1973
- Verdi. Luisa Miller; Levine; Met, 1979
- Zandonai. Francesca da Rimini, Levine; Met, 1984
- Renata Scotto – Az 1984-es tokiói szólóest. Thomas Fulton (zongora) (1984. szeptember, kiadás: 2009) Dynamic 33607
- Renata Scotto élőben Budapesten. Magyar Rádió Szimfonikus Zenekara, vezényel: Lukács Ervin (1991, kiadás: 2008) VAI DVDVAI4430
- Az 1986-os montreali koncert és előadások, Fulton, Armenia

## Bibliográfia
- Umberto Bonafini.szerk.: Giorgio Gualerzi: Renata Scotto, LIRICA, le interpretazioni indimenticabili. Milánó: Fabbri Editori, 69–75. o. (1987)
- Renata Scotto. Scotto: More Than a Diva (angol nyelven). Garden City, NY: Doubleday & Company Inc . (1984)
- Renata Scotto. Scotto: More Than a Diva (angol nyelven). London: Robson Books Inc. (1986)
- Bruno Tosi. Renata Scotto. Voce di due mondi. Velence: Edizioni Musicali Palazzo Malipiero (1990)

## Fordítás
- Ez a szócikk részben vagy egészben  a   Renata Scotto című olasz Wikipédia-szócikk ezen változatának fordításán alapul.  Az eredeti cikk szerkesztőit annak laptörténete sorolja fel. Ez a jelzés csupán a megfogalmazás eredetét és a szerzői jogokat jelzi, nem szolgál a cikkben szereplő információk forrásmegjelöléseként.